# Тутушкин, Фёдор Яковлевич
Фёдор Яковлевич Тутушкин (20 сентября 1900, Тереховицы, Владимирская губерния — 5 мая 1959, Москва) — контрразведчик, министр внутренних дел Молдавской ССР, генерал-лейтенант (1944).

## Биография
Родился 20 сентября 1900 года в селе Тереховицы (ныне — Камешковский район Владимирской области) в бедной крестьянской семье.
В 1912 окончил сельскую школу в родной деревне. Ученик у подрядчика в Пушкино Московской губернии, с 1914 рабочий-бандажник главных вагонных мастерских Московско-Курской железной дороги в Москве.
Участник Первой мировой войны. Воевал в войсках Юго-Западного фронта, где получил контузию в 1917. Член РСДРП(б) с этого же года, также в Красной гвардии и РККА, рядовой Московского красногвардейского железнодорожного отряда на Юго-Восточном фронте, с 1919 на военно-политических курсах РККА Приволжского военного округа в Нижнем Новгороде, с сентября 1920 инструктор Политуправления Московского военного округа.
В органах госбезопасности с марта 1921. Помощник уполномоченного политбюро ЧК Коростеньского уезда Волынской губернии. С марта 1922 вновь на политработе в РККА, инструктор политотдела 18-й стрелковой дивизии в Ярославле, с июля 1922 в школе военных комиссаров РККА в Москве. После её окончания в марте 1923 ответственный секретарь ячейки РКП(б) фабрики им. Я. М. Свердлова в местечке Камешково Владимирской губернии, с апреля 1924 ответственный секретарь ячейки РКП(б) фабрики им. Н. С. Абельмана в городе Ковров.
В августе 1925 вновь направлен на работу в ОГПУ. Помощник уполномоченного Владимирского губернского отдела ГПУ, с 1926 уполномоченный Тобольского окротдела ГПУ, с сентября 1927 старший уполномоченный Секретного отдела Сарапульского окротдела ГПУ, с октября 1930 начальник 3-го отделения Особого отдела Полномочного представительства ОГПУ по Уралу, с марта 1933 заместитель начальника Особого отдела Пермского оперсектора ГПУ и 82-й стрелковой дивизии. С августа 1934 начальник 2-го отделения Особого отдела УГБ Управления НКВД Свердловской области. С октября 1934 начальник отделения Особого отдела УГБ Управления НКВД Крымской АССР, с января 1937 начальник отделения 3-го отдела УГБ НКВД Крымской АССР, с 17 июня 1937 начальник Особого отдела НКВД 3-й Крымской стрелковой дивизии имени ЦИК Крымской АССР, расквартированной в Симферополе.
С 26 февраля 1939 заместитель начальника Особого отдела НКВД по Киевскому особому военному округу C 9 мая до 18 сентября 1940 заместитель начальника Особого отдела НКВД Ленинградского военного округа. В 1940—1941 начальник Особого отдела, затем 3-го отдела НКВД Одесского военного округа. В 1941 заместитель начальника 3-го управления Народного комиссариата обороны СССР. Именно на основании докладной Тутушкина от 11 июля 1941 на имя Молотова был арестован, а впоследствии расстрелян начальник Управления ВОСО РККА генерал-лейтенант технический войск Трубецкой Н. И.
В 1941—1942 заместитель начальника Управления особых отделов НКВД СССР. В 1942—1943 начальник Особого отдела НКВД Московского военного округа. В 1943—1945 начальник Управления контрразведки Московского военного округа. Неоднократно выезжал в правительственные командировки в действующую армию. Заместитель уполномоченного НКВД в Восточной Пруссии с мая по июнь 1945. Уполномоченный НКВД в Восточной Пруссии до 3 ноября 1945, также начальник Управления контрразведки Смерш по Донскому военному округу с 22 июля до 30 ноября 1945. В распоряжении Отдела кадров НКВД СССР с 30 ноября 1945 до 8 февраля 1946. В 1946—1951 министр внутренних дел Молдавской ССР. Попал в опалу и от этой должности был освобождён. В распоряжении Управления кадров МВД СССР с 14 апреля до 16 июля 1951. В 1951—1952 начальник Управления МВД по Калининской области.
22 апреля 1952 был исключён из партии за то, что не осуществлял должного руководства и контроля за работой подчиненного аппарата и недостойное поведение в быту. С 5 августа 1952 работал заместителем начальника управления лагеря МВД № 476 для осуждённых военнопленных по оперативной работе в Асбесте, с декабря 1953 одновременно начальник 6-го отделения управления лагеря. С 1 августа 1954 начальник 1-го (оперативного) отдела УМЗ-УИТК УМВД по Свердловской области. Восстановлен в партии решением КПК при ЦК КПСС от 17 сентября 1954. Скоропостижно скончался 5 мая 1959 года в период прохождения военной службы в системе МВД СССР в УВД Свердловской области. Похоронен в Москве на Преображенском кладбище.
Совместно с супругой Клавдией Дмитриевной (1899 — ?), вырастили и воспитали двоих сыновей — Леонида и Владимира.

## Звания
- Лейтенант ГБ (27 апреля 1936);
- Капитан ГБ (31 мая 1939, минуя звание старшего лейтенант ГБ);
- Майор ГБ (22 апреля 1940);
- Дивизионный комиссар (10 июня 1941);[6]
- Старший майор ГБ (10 сентября 1941);
- Комиссар ГБ (14 февраля 1943);
- Генерал-майор (26 мая 1943);
- Генерал-лейтенант (25 сентября 1944).

## Награды
2 ордена Ленина (6 ноября 1945, 11 октября 1949), 4 ордена Красного Знамени (28 октября 1943, 3 ноября 1944, 24 августа 1949, 30 января 1951), орден Кутузова I степени (25 марта 1945), 2 ордена Отечественной войны I степени (31 июля 1944, 19 сентября 1945), орден Красной Звезды (21 марта 1940), нагрудный знак «Заслуженный работник НКВД» (2 февраля 1942), 5 медалей.